# Кейп-Кросс
Кейп-Кросс (англ. Cape Cross, африк. Kaap Kruis, нем. Kreuzkap) или Крейс — мыс на юго-западном побережье Африки, в Намибии, на расстоянии 1000 миль от южной оконечности материка. Окрестности мыса известны как одно из самых больших в мире лежбищ капских морских котиков, являются заповедником и пользуются популярностью у туристов. Также на мысе расположена точная копия падрана, установленного в 1485 году экспедицией Диогу Кана, португальского мореплавателя, открывшего эти места для европейцев; оригинальный падран, в честь которого мыс и получил своё название (то есть Мыс Креста), хранится в Немецком историческом музее в Берлине.

## Галерея
- Лежбище капских морских котиков у мыса Кейп-Кросс
- Мемориал
- Марки для Немецкой Юго-Западной Африки штемпелем Кейп-Кросс 1900